# Liste der Mitglieder des Abgeordnetenhauses von Berlin (1. Wahlperiode)
Diese Liste enthält alle Mitglieder des Abgeordnetenhauses von Berlin der 1. Legislaturperiode (1951–1955). Die Wahl fand am 3. Dezember 1950 statt, die Wahlperiode dauerte vom 11. Januar 1951 bis zum 11. Januar 1955. Zum Senat in dieser Legislaturperiode siehe Senat Reuter, ab 22. Oktober 1953 Senat Schreiber.

## Präsidium des Abgeordnetenhauses
- Präsident: Otto Suhr (SPD)
- Stellvertreter des Präsidenten: Agnes Katharina Maxsein (CDU), ab Februar 1952: Franz Amrehn (CDU); Fritz Hausberg (FDP)
- Schriftführer: Friedrich-Wilhelm Lucht (SPD), Alfred Rojek (CDU), Magda Schroedter (FDP) und Herbert Theis (SPD)

## Fraktionen
- SPD:
  - Vorsitzender: Franz Neumann
  - stellv. Vorsitzende: Curt Swolinzky, Edith Krappe und Herbert Theis
  - Geschäftsführerin: Edith Krappe
- CDU:
  - Vorsitzender: Ernst Lemmer
  - stellv. Vorsitzende: Ottomar Batzel und Lothar C. Wille
  - Geschäftsführer: Anton Weber
- FDP:
  - Vorsitzender: Carl-Hubert Schwennicke
  - stellv. Vorsitzende: Hermann Fischer, später: Wilhelm Benecke; Paul Ronge
  - Geschäftsführer: Karl Trucksaess

## Mitglieder
| Name                       | Lebensdaten | Partei  | Bemerkungen |
| -------------------------- | ----------- | ------- | --- |
| Franz Amrehn               | 1912–1981   | CDU     | |
| Kurt Arnold                | 1905–1960   | SPD     | am 9. Juni 1951 ausgeschieden, Nachrückerin: Helene Gehse                                                                                      |
| Gerhard Außner             | 1909–1974   | SPD     | |
| Otto Friedrich Bach        | 1899–1981   | SPD     | Senator für Sozialwesen |
| Ella Barowsky              | 1912–2007   | FDP     | |
| Fritz Barthelmann          | 1892–1962   | SPD     | |
| Johann Bartsch             | 1904–1972   | FDP     | |
| Willy Bartsch              | 1905–1988   | SPD     | |
| Ottomar Batzel             | 1900–1971   | CDU     | |
| Paul Bayer                 | 1893–1958   | SPD     | |
| Hans-Jürgen Behrendt       | 1917–2009   | CDU     | am 1. Februar 1952 ausgeschieden, Nachrückerin: Margarete Ehlert                                                                               |
| Wilhelm Benecke            | 1883–1962   | FDP     | |
| Wilhelm Birnbaum           | 1895–1980   | SPD     | am 20. März 1951 ausgeschieden (danach Bezirksamt), Nachrücker: Willi Hübner                                                                   |
| Werner Bloch               | 1890–1973   | SPD     | am 7. Juni 1951 für Helmut Mattis nachgerückt                                                                                                  |
| Georg Blume                | 1895–1974   | CDU     | |
| Josef Bossick              | 1889–1967   | SED     | offizieller Vertreter der an der Wahl verhinderten Kreise mit beratender Stimme Mandat nicht angenommen                                        |
| Willy Brandt               | 1913–1992   | SPD     | |
| Otto Burgemeister          | 1883–1957   | SPD     | |
| Roman Chwalek              | 1898–1974   | SED     | offizieller Vertreter der an der Wahl verhinderten Kreise mit beratender Stimme Mandat nicht angenommen                                        |
| Walter Conrad              | 1892–1970   | FDP     | Senator für Gesundheitswesen am 29. Oktober 1954 ausgeschieden, Nachrücker: Josef Rautberg                                                     |
| Alexander Dehms            | 1904–1979   | SPD     | am 19. April 1951 für Wilhelm Urban nachgerückt                                                                                                |
| Erich Deutsch              | 1899–1969   | SPD     | |
| Konrad Dickhardt           | 1899–1961   | SPD     | |
| Erich Dieter               | 1896–1960   | SPD     | am 7. Dezember 1953 für Gustav Pietsch nachgerückt                                                                                             |
| Hermann Drewitz            | 1887–1955   | CDU WVM | am 9. November 1954 Bekanntgabe des Parteiaustritts, von da an Gast der CDU-Fraktion                                                           |
| Heinrich Droms             | 1887–1965   | SPD     | |
| Rudolf Dümchen             | 1920–2017   | CDU     | am 21. März 1951 für Karl Theodor Schmitz nachgerückt am 28. März 1951 ausgeschieden (danach Bezirksamt)                                       |
| Margarete Ehlert           | 1886–1962   | CDU     | am 7. Februar 1952 für Hans-Jürgen Behrendt nachgerückt                                                                                        |
| Sally Fritz Engelbert      | 1886–1958   | FDP     | am 2. März 1954 für Friedrich Kruspi nachgerückt                                                                                               |
| Peter Even                 | 1889–1958   | CDU     | |
| Kurt Exner                 | 1901–1996   | SPD     | am 20. März 1951 ausgeschieden (danach Bezirksamt), Nachrücker: Arthur Sadina                                                                  |
| Ernst Fenske               | 1890–1979   | CDU     | |
| Johannes Fest              | 1889–1960   | CDU     | |
| Hermann Fischer            | 1900–1983   | FDP     | Senator für Inneres (ab 24. November 1953) |
| Reta Friebel               | 1918–2014   | SPD     | |
| Ferdinand Friedensburg     | 1886–1972   | CDU     | am 14. Februar 1952 ausgeschieden (danach Bundestagsabgeordneter), Nachrücker: Adalbert Schneider                                              |
| Fritz Friedrich            | 1922–1981   | CDU     | am 19. März 1953 für Wilhelm Laverrenz nachgerückt                                                                                             |
| Hildegard von der Gablentz | 1901–1961   | CDU     | |
| Franz Ganschow             | 1908–1969   | SPD     | |
| Helene Gehse               | 1902–1982   | SPD     | am 21. Juni 1951 für Kurt Arnold nachgerückt                                                                                                   |
| Ottomar Geschke            | 1882–1957   | SED     | offizieller Vertreter der an der Wahl verhinderten Kreise mit beratender Stimme Mandat nicht angenommen                                        |
| Fritz Grantze              | 1893–1966   | CDU     | am 29. März 1951 für Karl Theodor Schmitz nachgerückt                                                                                          |
| Fritz Grassmann            | 1913–1969   | SPD     | |
| Wilhelm Gries              | 1896–1957   | CDU     | am 30. März 1954 für Else Ulbrich nachgerückt                                                                                                  |
| Otto Grigoleit             | 1893–1965   | FDP     | |
| Alfred Günzel              | 1901–1973   | FDP     | |
| Walter Haak                | 1906–1966   | FDP     | |
| Edfrid Hänicke             | 1912–1982   | FDP     | |
| Helma Hager                | 1894–1978   | CDU     | |
| Paul Hahn                  | 1885–1960   | FDP     | |
| Ruth Hahn von Dorsche      | 1905–1975   | FDP     | |
| Ferdinand Hannemann        | 1905–1987   | SPD     | am 31. Januar 1952 für Walter Nicklitz nachgerückt                                                                                             |
| Fritz Hausberg             | 1880–1959   | FDP     | |
| Margarete Heise            | 1911–1981   | SPD     | am 28. September 1953 ausgeschieden (danach Bundestagsabgeordnete), Nachrücker: Horst Simanowski                                               |
| Lucia Helbig               | 1893–1981   | CDU     | |
| Willy Henneberg            | 1898–1961   | SPD     | |
| Franz Hirschfeld           | 1893–1979   | SPD     | am 18. September 1954 ausgeschieden, Nachrücker: Emil Much                                                                                     |
| Karl Johannes Hoffmann     | 1898–1964   | FDP     | |
| Hugo Holthöfer             | 1883–1958   | FDP     | am 6. November 1952 für Hans L. Menzel nachgerückt                                                                                             |
| Alfred Homeyer             | 1888–1962   | FDP     | |
| Hans-Günter Hoppe          | 1922–2000   | FDP     | am 7. Februar 1952 für Friederike Mulert nachgerückt                                                                                           |
| Albert Horlitz             | 1882–1972   | SPD     | |
| Volker Hucklenbroich       | 1925–2004   | FDP     | |
| Karl Hübner                | 1897–1965   | FDP     | am 11. Februar 1952 ausgeschieden (danach Bundestagsabgeordneter), Nachrücker: Kurt Meyerhof                                                   |
| Willi Hübner               | 1896–1979   | SPD     | am 29. März 1951 für Wilhelm Birnbaum nachgerückt                                                                                              |
| August Jänchen             | 1892–1983   | FDP     | |
| Emil Jermis                | 1896–1973   | SPD     | ab 5. Juli 1951 Vertreter der an der Wahl verhinderten Kreise mit beratender Stimme                                                            |
| Lydia Keil                 | 1907–1985   | SPD     | |
| Peter Kerp                 | 1919–1997   | CDU     | am 29. März 1951 für Erich Steinbeck nachgerückt                                                                                               |
| Peter Kiefer               | 1884–1953   | FDP     | am 24. September 1953 verstorben, Nachrücker: Max Miericke                                                                                     |
| Karl Kleikamp              | 1894–1952   | SPD     | am 24. März 1952 ausgeschieden, Nachrückerin: Katharina Klingelhöfer                                                                           |
| Gustav Klingelhöfer        | 1888–1961   | SPD     | am 28. September 1953 ausgeschieden (danach Bundestagsabgeordneter), Nachrücker: Gerhard Schlegel                                              |
| Katharina Klingelhöfer     | 1889–1977   | SPD     | am 3. April 1952 für Karl Kleikamp nachgerückt                                                                                                 |
| Fritz Kranz                | 1888–1971   | SPD     | am 5. April für Georg Ramin nachgerückt |
| Edith Krappe               | 1909–2006   | SPD     | |
| Willy Kressmann            | 1907–1986   | SPD     | |
| Max Kreuziger              | 1880–1953   | SED     | offizieller Vertreter der an der Wahl verhinderten Kreise mit beratender Stimme Mandat nicht angenommen                                        |
| Rudolf Krohn               | 1917–1995   | CDU     | am 4. Mai 1951 für Charles Schmidt nachgerückt                                                                                                 |
| Lucia Krüger               | 1901–1986   | CDU     | |
| Friedrich Kruspi           | 1898–1965   | FDP     | am 22. Februar 1954 ausgeschieden, Nachrücker: Sally Fritz Engelbert                                                                           |
| Walter Kunze               | 1884–1972   | CDU     | am 12. Juni 1952 für Joachim Tiburtius nachgerückt                                                                                             |
| Kurt Landsberg             | 1892–1964   | SPD     | |
| Max Lange                  | 1905–1952   | SPD     | am 19. April 1951 Vertreter der an der Wahl verhinderten Kreise mit beratender Stimme am 1. März 1952 verstorben                               |
| Wilhelm Laverrenz          | 1879–1955   | CDU     | Alterspräsident am 16. März 1953 ausgeschieden, Nachrücker: Fritz Friedrich                                                                    |
| Georg Lehmann              | 1896–1956   | FDP     | am 18. Dezember 1950 ausgeschieden |
| Ernst Lemmer               | 1898–1970   | CDU     | |
| Joseph Lenz                | 1889–1969   | SPD     | |
| Arno Lippert               | 1904–1975   | CDU     | |
| Joachim Lipschitz          | 1918–1961   | SPD     | |
| Bruno Lösche               | 1898–1963   | SPD     | am 20. April 1951 ausgeschieden (danach Bezirksamt), Nachrücker: Martin Mährlein                                                               |
| Friedrich-Wilhelm Lucht    | 1905–1975   | SPD     | |
| Hilde Lucht-Perske         | 1902–1973   | SPD     | |
| Erich Lück                 | 1907–1959   | SPD     | |
| Bruno Lücke                | 1907–1962   | CDU     | |
| Alfons Lüke                | 1909–1989   | CDU     | am 1. Februar 1952 für Hans Schmiljan nachgerückt am 6. Februar 1953 ausgeschieden, Nachrücker: Kurt Nacken                                    |
| Martin Mährlein            | 1892–1973   | SPD     | am 4. Mai 1951 für Bruno Lösche nachgerückt |
| Karl Maron                 | 1903–1975   | SED     | offizieller Vertreter der an der Wahl verhinderten Kreise mit beratender Stimme Mandat nicht angenommen                                        |
| Hildegard Marx             | 1912–1992   | SPD     | ab 19. April 1951 Vertreter der an der Wahl verhinderten Kreise mit beratender Stimme                                                          |
| Hans Matthee               | 1899–1969   | CDU     | |
| Kurt Mattick               | 1908–1986   | SPD     | am 29. September 1953 ausgeschieden (danach Bundestagsabgeordneter), Nachrücker: Erich Walter                                                  |
| Helmut Mattis              | 1905–1987   | SPD     | am 28. Mai 1951 ausgeschieden (danach Bezirksamt), Nachrücker: Werner Bloch                                                                    |
| Agnes Katharina Maxsein    | 1904–1991   | CDU     | am 31. Januar 1952 ausgeschieden (danach Bundestagsabgeordnete), Nachrücker: Joachim Tiburtius                                                 |
| Hans L. Menzel             | 1896–1962   | FDP     | am 24. Oktober 1952 ausgeschieden, Nachrücker: Hugo Holthöfer                                                                                  |
| Franz Karl Meyer           | 1906–1983   | SPD     | |
| Georg Meyer                | 1889–1968   | SPD     | am 3. Dezember 1953 für Susanne Räder-Großmann nachgerückt                                                                                     |
| Kurt Meyerhof              | 1908–1987   | FDP     | am 14. Februar 1952 für Karl Hübner nachgerückt                                                                                                |
| Max Miericke               | 1893–1958   | FDP     | am 1. Oktober 1953 für Peter Kiefer nachgerückt                                                                                                |
| Karl Minning               | 1889–1972   | SPD     | am 4. Mai 1951 für Walter Wüst nachgerückt |
| Emil Much                  | 1904–1982   | SPD     | am 30. September 1954 für Franz Hirschfeld nachgerückt                                                                                         |
| Gertrud Müller             | 1911–1992   | SPD     | |
| Johannes Müller            | 1905–1992   | CDU     | |
| Rudolf Müller              | 1910–1961   | SPD     | |
| Friederike Mulert          | 1896–1991   | FDP     | am 27. September 1951 für Hans Reif nachgerückt am 1. Februar 1952 ausgeschieden (danach Bundestagsabgeordnete), Nachrücker: Hans-Günter Hoppe |
| Kurt Nacken                | 1908–1964   | CDU     | am 15. Februar 1953 für Alfons Lüke nachgerückt                                                                                                |
| Anna Nemitz                | 1873–1962   | SPD     | ab 19. April 1951 Vertreterin der an der Wahl verhinderten Kreise mit beratender Stimme                                                        |
| Franz Neumann              | 1904–1974   | SPD     | Fraktionsvorsitzender |
| Walter Nicklitz            | 1911–1989   | SPD     | am 14. Januar 1952 ausgeschieden (danach Bezirksamt), Nachrücker: Ferdinand Hannemann                                                          |
| Herbert Ohning             | 1906–1959   | SPD     | am 21. Januar 1954 für Horst Simanowski nachgerückt                                                                                            |
| Meta Omankowsky            | 1902–1984   | SPD     | |
| Wilhelm Padberg            | 1908–1978   | CDU     | |
| Anni Partzsch              | 1905–1973   | SPD     | am 7. Februar 1952 für Louise Schroeder nachgerückt                                                                                            |
| Horst Peschke              | 1914–1991   | FDP     | |
| Bruno Pflamm               | 1900–1955   | CDU     | |
| Gustav Pietsch             | 1891–1956   | SPD     | am 31. Januar 1952 für Peter Rosenzweig nachgerückt am 4. Dezember 1953 ausgeschieden, Nachrücker: Erich Dieter                                |
| Wilhelm Pomezny            | 1887–1958   | SPD     | ab 19. April 1951 Vertreter der an der Wahl verhinderten Kreise mit beratender Stimme                                                          |
| Robert von Radetzky        | 1899–1989   | CDU     | |
| Max Radziejewski           | 1897–1978   | SPD     | am 4. Mai 1951 für Heinz-Kurt Steinkampf nachgerückt                                                                                           |
| Susanne Räder-Großmann     | 1901–1971   | SPD     | am 22. Oktober 1953 für Ernst Reuter nachgerückt am 28. November 1953 ausgeschieden, Nachrücker: Georg Meyer                                   |
| Georg Ramin                | 1899–1957   | SPD     | am 29. März 1951 ausgeschieden (danach Bezirksamt), Nachrücker: Fritz Kranz                                                                    |
| Josef Rautberg             | 1884–1966   | FDP     | am 4. November 1954 für Walter Conrad nachgerückt                                                                                              |
| Hans Reif                  | 1899–1984   | FDP     | am 17. September 1951 ausgeschieden (danach Bundestagsabgeordneter), Nachrückerin: Friederike Mulert                                           |
| Maria Rentmeister          | 1905–1996   | SED     | offizieller Vertreter der an der Wahl verhinderten Kreise mit beratender Stimme Mandat nicht angenommen                                        |
| Ernst Reuter               | 1889–1953   | SPD     | Regierender Bürgermeister, Senat Reuter, verstorben am 29. September 1953, Nachrückerin: Susanne Räder-Großmann                                |
| Charlotte Rieken           | 1909–1996   | SPD     | |
| Walter Röber               | 1894–1964   | SPD     | am 21. April 1951 ausgeschieden (danach Bezirksamt), Nachrückerin: Gertrud Utpott                                                              |
| Alfred Rojek               | 1897–1975   | CDU     | |
| Paul Ronge                 | 1901–1965   | FDP     | |
| Hermann Rosenstein         | 1893–1960   | CDU     | |
| Peter Rosenzweig           | 1890–1952   | SPD     | am 18. Januar 1952 verstorben, Nachrücker: Gustav Pietsch                                                                                      |
| Werner Rüdiger             | 1901–1966   | SPD     | ab 19. April 1951 Vertreter der an der Wahl verhinderten Kreise mit beratender Stimme                                                          |
| Arthur Sadina              | 1881–1971   | SPD     | am 29. März 1951 für Kurt Exner nachgerückt |
| Karl Wilhelm Schaeler      | 1901–1986   | FDP     | |
| Christian Schaible         | 1892–1968   | FDP     | |
| Paul Scheffler             | 1895–1985   | FDP     | |
| Julius Schellin            | 1880–1962   | CDU     | |
| Gerhard Schlegel           | 1903–1983   | SPD     | am 1. Oktober 1953 für Gustav Klingelhöfer nachgerückt                                                                                         |
| Charles Schmidt            | 1906–1971   | CDU     | am 30. April 1951 ausgeschieden (danach Bezirksamt), Nachrücker: Rudolf Krohn                                                                  |
| Elli Schmidt               | 1908–1980   | SED     | offizielle Vertreterin der an der Wahl verhinderten Kreise mit beratender Stimme Mandat nicht angenommen                                       |
| Waldemar Schmidt           | 1909–1975   | SED     | offizieller Vertreter der an der Wahl verhinderten Kreise mit beratender Stimme Mandat nicht angenommen                                        |
| Hans Schmiljan             | 1901–1961   | CDU     | am 1. Februar 1952 ausgeschieden (danach Bezirksamt), Nachrücker: Alfons Lüke                                                                  |
| Karl Theodor Schmitz       | 1905–1969   | CDU     | am 21. März 1951 ausgeschieden (danach Bezirksamt), Nachrücker: Fritz Grantze                                                                  |
| Adalbert Schneider         | 1905–1979   | CDU     | am 21. Februar 1952 für Ferdinand Friedensburg nachgerückt                                                                                     |
| Annaliese Schönau          | 1907–1977   | SPD     | |
| Walther Schreiber          | 1884–1958   | CDU     | Regierender Bürgermeister Senat Schreiber |
| Louise Schroeder           | 1887–1957   | SPD     | am 1. Februar 1952 ausgeschieden (danach Bundestagsabgeordnete), Nachrückerin: Anni Partzsch                                                   |
| Magda Schroedter           | 1888–1962   | FDP     | |
| Gerda von Schütz           | 1893–1982   | CDU     | |
| Carl-Hubert Schwennicke    | 1906–1992   | FDP     | |
| Paul Seidler               | 1902–1962   | SPD     | am 7. Juni 1951 für Georg Stücklen nachgerückt                                                                                                 |
| Horst Simanowski           | 1919–1994   | SPD     | am 22. Oktober 1953 für Margarete Heise nachgerückt am 8. Januar 1954 ausgeschieden, Nachrücker: Herbert Ohning                                |
| Erich Steinbeck            | 1892–1960   | CDU     | am 22. März 1951 ausgeschieden (danach Bezirksamt), Nachrücker: Peter Kerp                                                                     |
| Rudolf Steinig             | 1895–1972   | CDU     | ab 19. April 1951 Vertreter der an der Wahl verhinderten Kreise mit beratender Stimme                                                          |
| Heinz-Kurt Steinkampf      | 1915–1983   | SPD     | am 21. April 1951 ausgeschieden (danach Bezirksamt), Nachrücker: Max Radziejewski                                                              |
| Viktor Stolzmann           | 1882–1959   | CDU     | ab 5. Juli 1951 Vertreter der an der Wahl verhinderten Kreise mit beratender Stimme                                                            |
| Richard Straube            | 1897–1969   | SPD     | am 7. Februar 1952 für Jeanette Wolff nachgerückt                                                                                              |
| Georg Stücklen             | 1890–1974   | SPD     | am 25. Mai 1951 ausgeschieden (danach Bezirksamt), Nachrücker: Paul Seidler                                                                    |
| Otto Suhr                  | 1894–1957   | SPD     | Präsident des Abgeordnetenhauses |
| Curt Swolinzky             | 1887–1967   | SPD     | |
| Luise Sydow                | 1885–1972   | SED     | offizielle Vertreterin der an der Wahl verhinderten Kreise mit beratender Stimme Mandat nicht angenommen                                       |
| Herbert Theis              | 1906–1972   | SPD     | |
| Joachim Tiburtius          | 1889–1967   | CDU     | Senator für Volksbildung am 7. Februar 1952 für Agnes Katharina Maxsein nachgerückt am 4. Juni 1952 ausgeschieden, Nachrücker: Walter Kunze    |
| Karl Trucksaess            | 1880–1961   | FDP     | |
| Else Ulbrich               | 1891–1954   | CDU     | am 26. März 1954 verstorben, Nachrücker: Wilhelm Gries                                                                                         |
| Heinz Ullmann              | 1886–1968   | FDP     | Senator für Verkehr und Betriebe |
| Wilhelm Urban              | 1908–1973   | SPD     | am 6. April 1951 ausgeschieden (danach Bezirksamt), Nachrücker: Alexander Dehms                                                                |
| Gertrud Utpott             | 1891–1976   | SPD     | am 4. Mai 1951 für Walter Röber nachgerückt |
| Alexander Voelker          | 1913–2001   | SPD     | |
| Fritz Votava               | 1906–1989   | SPD     | |
| Erich Walter               | 1906–1993   | SPD     | am 1. Oktober 1953 für Kurt Mattick nachgerückt                                                                                                |
| Erich Weber                | 1901–1972   | FDP     | |
| Friedrich Weigelt          | 1899–1986   | SPD     | |
| Hermann Wiederhold         | 1899–1968   | FDP     | |
| Lothar Wille               | 1908–1992   | CDU     | |
| Otto Winzer                | 1902–1975   | SED     | offizieller Vertreter der an der Wahl verhinderten Kreise mit beratender Stimme Mandat nicht angenommen                                        |
| Rudolf Wissell             | 1902–1985   | SPD     | |
| Ida Wolff                  | 1893–1966   | SPD     | |
| Jeanette Wolff             | 1888–1976   | SPD     | am 31. Januar 1952 ausgeschieden (danach Bundestagsabgeordnete), Nachrücker: Richard Straube                                                   |
| Walter Wüst                | 1896–1965   | SPD     | am 21. April 1951 ausgeschieden (danach Bezirksamt), Nachrücker: Karl Minning                                                                  |
| Adolf Wuschick             | 1870–1955   | SPD     | ab 19. April 1951 Vertreter der an der Wahl verhinderten Kreise mit beratender Stimme                                                          |